# Comuna Donja Motičina, Osijek-Baranja
Donja Motičina este o comună în cantonul Osijek-Baranja, Croația, având o populație de 1.652 de locuitori (2011).

## Demografie
Componența etnică a comunei Donja Motičina
     Croați (98,12%)
     Sârbi (1,27%)
     Necunoscut (0,12%)
     Neclasificat (0,42%)
Componența confesională a comunei Donja Motičina
     Catolici (98,12%)
     Ortodocși (1,03%)
     Necunoscută (0,18%)
     Alte religii (0,67%)
Conform recensământului din 2011, comuna Donja Motičina avea 1.652 de locuitori. Din punct de vedere etnic, majoritatea locuitorilor (98,12%) erau croați, cu o minoritate de sârbi (1,27%). Apartenența etnică nu este cunoscută în cazul a 0,12% din locuitori. Din punct de vedere confesional, majoritatea locuitorilor (98,12%) erau catolici, cu o minoritate de ortodocși (1,03%). Pentru 0,18% din locuitori nu este cunoscută apartenența confesională.